# Extracellulaire matrix

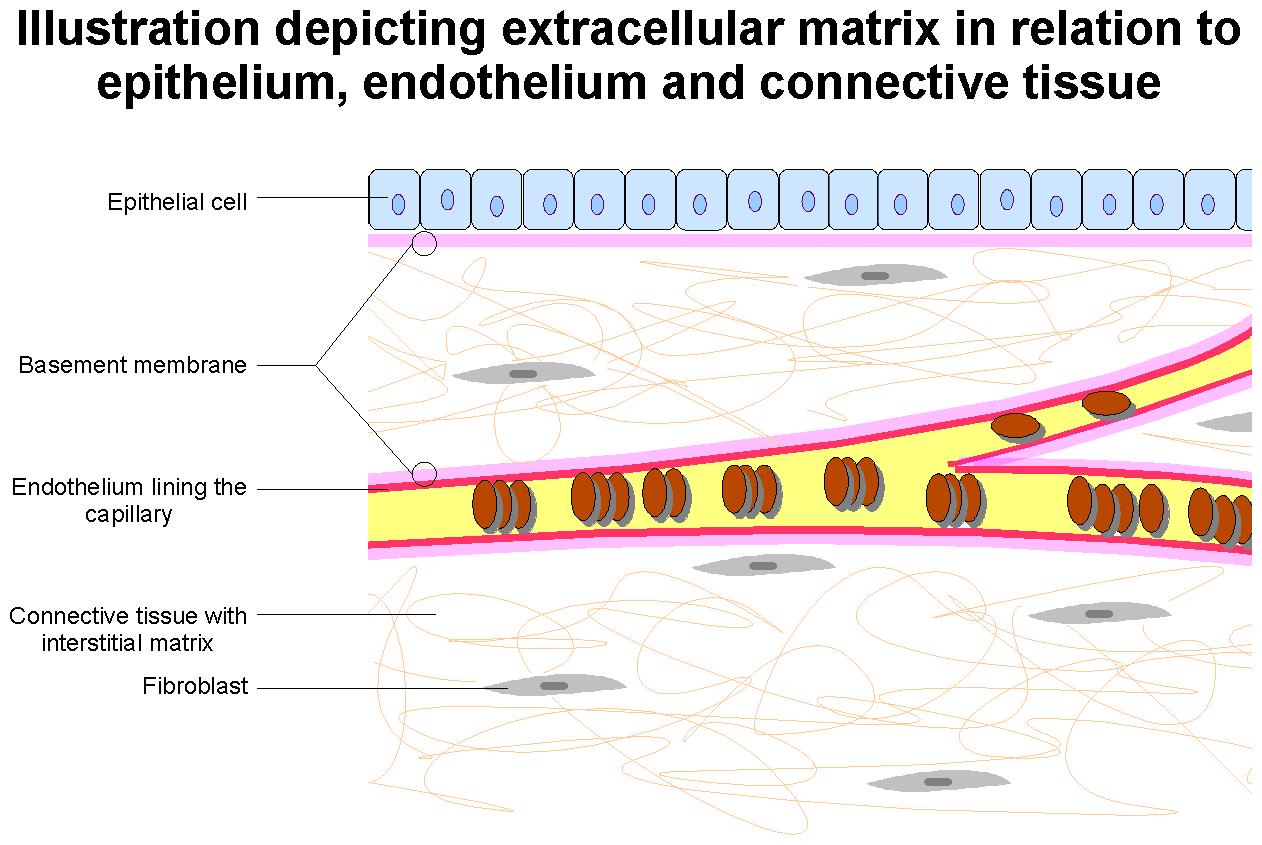
Extracellulaire matrix

Extracellulaire matrix (ECM) of matrix extracellularis is een structuur die deel uitmaakt van biologische weefsels, maar zich buiten de cellen bevindt. De extracellulaire matrix biedt stevigheid en structuur aan weefsels. Met name bindweefsel en botweefsel kenmerken zich door de aanwezigheid van een uitgebreide extracellulaire matrix, beide met een eigen karakteristieke structuur.
De extracellulaire matrix bestaat met name uit langgerekte, vezelachtige eiwitten zoals collageen, fibronectines en elastines en uit glycosaminoglycanen (GAG's), dat zijn lange ketens van suikers. De extracellulaire matrix wordt aangelegd door osteoblasten (in botweefsel) en fibroblasten (in overige weefsels). Afbraak ervan wordt gedaan door matrixproteasen.